# 河端恵美子
河端 恵美子（かわばた えみこ、1952年 - ）は、日本の看護師、助産師、看護学者（母性領域・更年期看護・更年期医療・医療政策・セクシャリティ）。学位は博士（学術）（新潟大学・2006年）。静岡県立大学短期大学部看護学科教授。

## 概要
1952年生まれ。
広島赤十字病院附属看護専門学校を卒業したのち、東京都教職員互助会三楽病院附属助産婦学校を卒業した。
一時は百貨店にて販売員を務めたが、東京都教職員互助会三楽病院、東邦大学附属病院、東京都立病院にて、産科や女性専用外来の看護婦や助産婦として勤務した。
その後、明治大学法学部法律学科を卒業した。卒業後は、法政大学大学院社会科学研究科を修了し、修士（政治学）の修士号を取得した。さらに、新潟大学大学院に進み、医歯学総合研究科の口腔生命科学専攻を修了し、博士（学術）の博士号を取得した。論文の題は「更年期女性の生活及び健康上の問題についての分析 : 女性外来の調査から」。

## 研究
専門は看護学であり、看護師時代の勤務経験を生かし更年期看護や更年期医療の分野に注力している。また、日本更年期医学会では幹事を務めた。
静岡県立大学短期大学部では、河端を中心にキャンパス内に「更年期相談室」を新設し、学外の一般患者の相談にも応じている。大学内に更年期障害向けの相談室を設けるのは、日本では初めてである。更年期障害などの治療に用いられるHRT（ホルモン補充療法）について、動脈硬化や骨粗鬆症、および、アルツハイマー病の予防などにも応用できる可能性を指摘している。また、「ホルモン補充療法は、1日13円程度、貼り薬でも65円程度の負担で済む。これに対し高血圧の薬は何百円もする。更年期治療をしっかり行えば、高血圧の薬を飲まずに済む女性も少なくない」と例示しており、適切な更年期治療と健康管理を結びつけることで、女性の健康を維持するとともに医療費削減に繋がる可能性を示唆している。

## 略歴
- 1952年 - 誕生。
- 1974年 - 広島赤十字病院附属看護専門学校卒業。
- 1976年 - 東京都教職員互助会三楽病院附属助産婦学校卒業。
- 1976年 - 東京都教職員互助会三楽病院。
- 1985年 - 東京都立病院。
- 1995年 - 明治大学法学部卒業。
- 2002年 - 法政大学大学院社会科学研究科修了。
- 2006年 - 新潟大学大学院医歯学総合研究科博士課程修了。
- 2008年 - 静岡県立大学短期大学部看護学科教授。
- 2011年 ‐日本赤十字広島看護大学教授。

## 著作
- 上野光一・松田昌子・河端恵美子監修『女性とくすりQ&A――患者に適した薬剤選択のために――テーラーメイド薬物治療の第一歩』じほう、2008年。ISBN 9784840739061